# Лусканов, Владимир Ильич
Влади́мир Ильи́ч Луска́нов (14 июня 1955, Москва — 28 декабря 2022, там же) — советский и российский журналист. Лауреат премии «ТЭФИ-1995» в номинации «Лучший репортёр».

## Биография
Владимир Лусканов родился 14 июня 1955 года в Москве. В 1981 году окончил факультет международной журналистики Московского государственного института международных отношений (МГИМО) МИД СССР (специализация — США).
С 1982 по 1988 год — старший редактор отдела стран Западной Европы журнала «За рубежом». Впоследствии перешёл в газету «Московские новости», где работал до 1991 года.
С 1991 года — обозреватель «ИТА Новости», собственный корреспондент в Республике Абхазия. Освещал вооружённый конфликт на территории республики в 1992—1993 годах. 18 сентября 1993 года вместе с другими коллегами, из-за разногласий с председателем Российской государственной телерадиокомпании «Останкино» Вячеславом Брагиным, ушёл с 1-й канала «Останкино».
Один из основателей Службы информации НТВ, где работал со дня основания телекомпании в должности политического обозревателя программ «Сегодня» и «Итоги». Яркие репортажи Лусканова из Чечни были отмечены в 1995 году премией ТЭФИ в номинации «Лучший репортёр»; в дальнейшем продолжил снимать сюжеты на тему первой российско-чеченской войны.
С 1996 года Лусканов делал в программе «Сегодня» авторскую рубрику «Тема дня» (авторские комментарии с использованием фрагментов из мультфильмов, музыкальных клипов, рекламных роликов, реплик знаменитых киногероев). К концу 1990-х годов его рубрика стала выходить на нерегулярной основе, от случая к случаю, а затем и вовсе прекратила существование, что стало одной из причин ухода Лусканова с НТВ.
В 2000 году вслед за Олегом Добродеевым и другими коллегами по Службе информации покидает НТВ и начинает работать на канале РТР. Готовил в «Вестях» авторский комментарий «Тема дня».
В 2001 году разработал новый проект — информационную программу «Вести-Москва», до 2013 года занимал должность её исполнительного продюсера.
С 2013 по 2022 год — директор дирекции информационных программ ТПО «Телеканал Россия—Культура». Входил в жюри Всероссийского конкурса «Юные журналисты России» и проводил мастер-классы для учащихся Школы журналистики имени Владимира Мезенцева Центрального Дома журналиста.
Скончался 28 декабря 2022 года после продолжительной болезни. Прощание состоялось 30 декабря на Троекуровском кладбище.
Увлекался охотой и яхтингом. Владел английским языком. Был женат, имел сына.

## Награды
- Медаль «Защитнику Приднестровья» (указом № 184 от 31 августа 1994 года) — «за большой вклад в прорыв информационной блокады, объективное совещание событий, происходящих в период вооружённой агрессии»[32]
- Премия «ТЭФИ—1995» в номинации «Репортёр» — программы «Сегодня» и «Итоги»[1]
- Орден Почёта (указом президента РФ Путина № 815 от 27 июня 2007 года) — «за большой вклад в развитие отечественного телевидения и плодотворную работу»[33][34]
- Медаль «200 лет МВД России» (28 января 2009 года)[35]
- Медаль Российской Академии художеств («Достойному») (2016) — «за информационную поддержку и содействие в освещении важных событий жизни Российской Академии художеств»[36]